# Colina Esfinge
La colina Esfinge (en inglés: Sphinx Hill) es una colina llamativa y negra de 145 m de altura en la isla Rey Jorge en el archipiélago de las islas Shetland del Sur. Destaca a unos 2,5 km al noroeste de Demay Point en la costa occidental de la bahía Almirantazgo cerca del ancón Staszek. Se le dio el nombre en el Reino Unido.
Fue cartografiado por primera vez durante la Quinta Expedición Antártica Francesa (1908-1910) dirigida por el explorador polar Jean-Baptiste Charcot. La colina recibió en 1954 el nombre descriptivo basándose en la Esfinge egipcia. Lo hizo el Comité de Topónimos Antárticos del Reino Unido después de un estudio hecho entre 1951 y 1952 por parte del comandante Frank William Hunt (* 1922) de la Royal Navy.